# Oksana Stepičeva
Oksana Stepičeva (in russo Оксана Степичева?; 3 settembre 1969) è un'ex velocista russa, fino al 1991 sovietica.

## Palmarès

### Europei indoor
- 1 medaglia:
  - 1 oro (Genova 1992 nei 200 metri piani[1])